# Pols circumestel·lar
La pols circumestel·lar és pols còsmica al voltant d'una estrella. Pot tenir la forma d'una coberta esfèrica o un disc, per exemple un disc d'acreció. La pols circumestel·lar pot ser responsable d'una extinció significativa i sol ser la font d'un excés d'infraroig per a les estrelles que la tenen.
El moviment de la pols circumestel·lar es regeix per forces a causa de la gravetat estel·lar i la pressió de radiació.
La pols circumestel·lar del Sistema solar causa la llum zodiacal.